# Skrea strand
Skrea strand är bebyggelse i Falkenbergs distrikt (Skrea socken) i Falkenbergs kommun och en omkring två kilometer lång badstrand med höga sanddyner. För bebyggelsen avgränsade SCB före 2015 en småort med detta namn och en tätort med namnet Skreanäs. 2015 uppgick både dessa områden i tätorten Falkenberg.
Vid Falkenberg Strandbad (före detta Hotell Strandbaden) finns en 250 meter lång badbrygga med handikappramp. I området finns omkring 1 600 badhytter. Närbelägna Klitterbadet erbjuder inomhusbad i 50 meter saltvattensbassäng. Glasskaféer, kiosker, restauranger finns längs Klittervägen.

## Historia

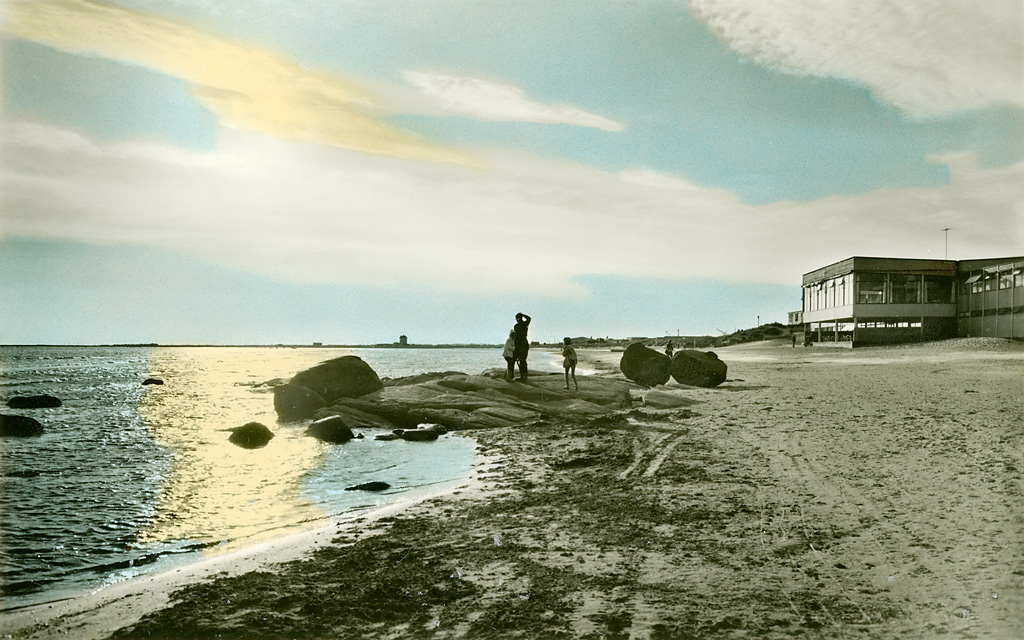
Hotell Strandbaden på kolorerat vykort från 1950-talet.

Området var ursprungligen en utmark till Skrea. Då kommunikationerna förbättrades, bland annat genom Västkustbanan och förbättrade vägförbindelser kom antalet badande att öka.
År 1914 hade ett tiotal badhytter uppförts på stranden. De hade 1928 ökat till omkring 300. Tuberkulosföreningen startade 1917 en strandkoloni för barn. Ett badhus blev byggt 1932. Från 1930-talet och framåt byggdes hotell, restaurang med mera i området. Hotell Strandbadens första byggnad stod klar 1937 på samma plats där det nuvarande hotellet ligger. Klitterbadet anlades 1969.
I statistiken från SCB år 2005 angavs att Skrea strand hade fler än 200 invånare, men att orten dock fortfarande räknades som småort (och inte tätort), i och med att mer än hälften av husen är fritidshus. Dock reviderades uppgifterna gällande år 2005 för flera småorter den 2 oktober 2012, på grund av förbättrat dataunderlag.